# Histoire du tricot
L'ancêtre du tricot est sans doute ce qui est connu sous le nom de nålbinding. Les trouvailles archéologiques les plus anciennes ont été réalisées avec cette technique, et faussement identifiées comme des tricots. La trouvaille la plus ancienne de tricot au sens propre consiste en fragments de chaussettes coptes en coton finement décorées trouvées en Égypte et datant de la fin du Xe siècle. Compte tenu de la finesse et de la sophistication du décor bicolore, il faut supposer que l'invention elle-même du tricot est bien antérieure.

## Ancêtres du tricot: naalbinding et sprang
Les historiens textiles estiment que deux techniques sont probablement l'ancêtre du tricot : le naalbinding et le sprang.

### Naalbinding
Contrairement au tricot, le naalbinding nécessite le passage de la totalité de la longueur de fil dans les boucles travaillées. Il faut donc utiliser des petites longueurs de fil, raccordées les unes aux autres au fur et à mesure pour créer le tissu. Le travail est réalisé avec une seule aiguille, percée par un chas. De nombreux artefacts en naalbinding ont été retrouvés de par le monde, à la fois pour créer des vêtements, mais également des nasses, des paniers, etc. Il s'agit d'une technique extrêmement ancienne, qui a été inventée indépendamment à plusieurs endroits du globe,.

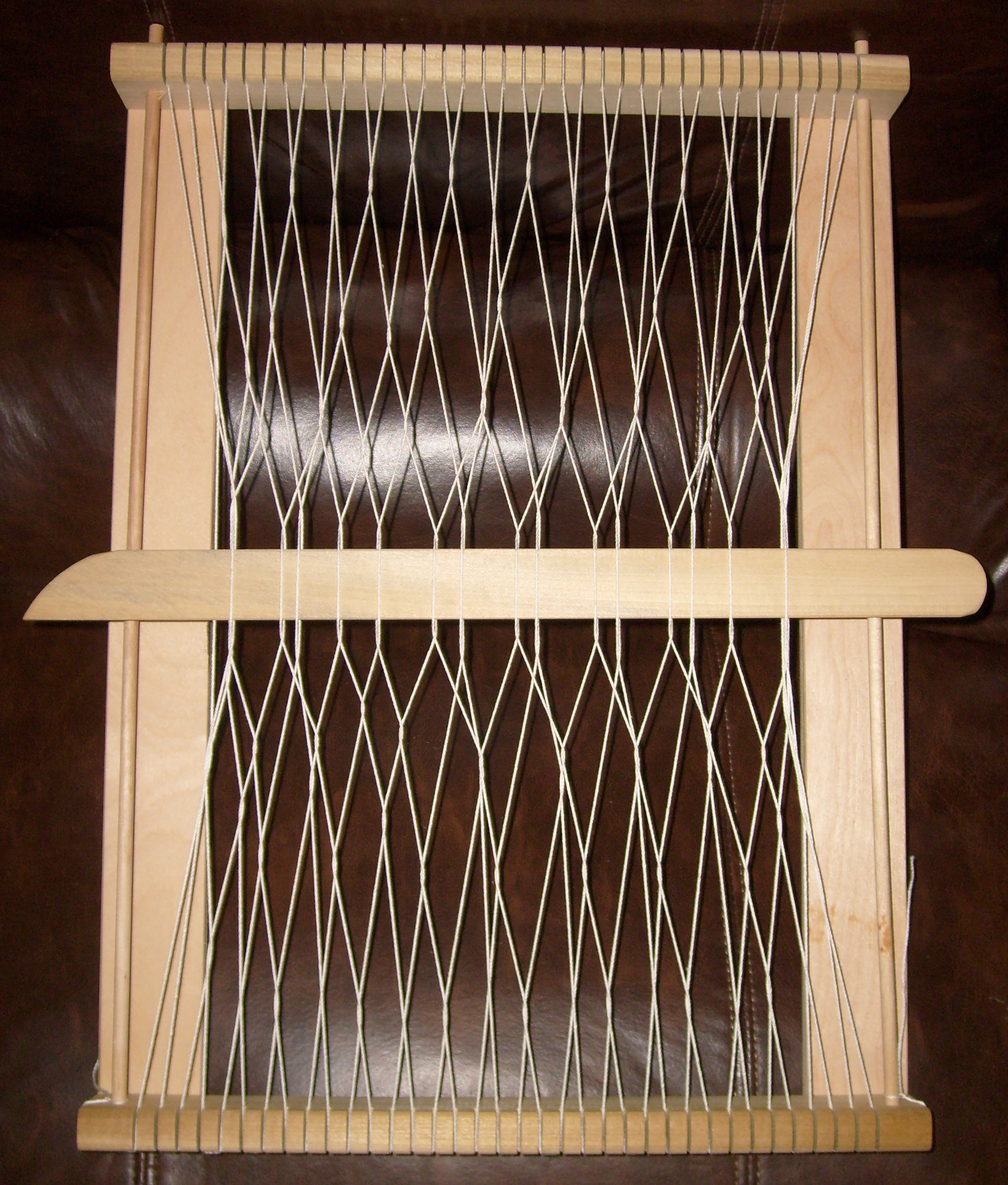
Sprang réalisé dans un cadre en bois. Les fils sont nattés; une barre horizontale maintient en place les torsions.

### Sprang
Le sprang est également une technique très ancienne, inventée indépendamment à plusieurs endroits du globe.
Le sprang se travaille soit à l'aide d'un cadre, soit entre une paire de poutres parallèles. Le fil est préparé en l'enroulant en boucles de part et d'autre du cadre et en les croisant au milieu du cadre. Le sprang est réalisé en tordant ensemble des fils de manière à faire passer la partie avant des boucles sur l'arrière et inversement. Ces torsions créent une sorte de rang, identique aux deux extrémités du cadre (une seule série de torsions crée donc simultanément deux rangs, l'un en haut et l'autre en bas du cadre). Il est nécessaire de maintenir ces rangs -  qui sinon se défont instantanément - par l'insertion d'une tige, d'un bâton, etc.
Contrairement à la plupart des techniques de production textile qui ajoutent de nouvelles rangées à la fin des rangées terminées, la technique du sprang requiert un travail au centre d'un groupe de fibres et le matériau se développe vers l'intérieur des deux extrémités avec des moitiés supérieure et inférieure symétriques.
Contrairement au tricot, au crochet ou au naalbinding, le seul moyen d'agrandir une étoffe réalisée en sprang est de coudre entre elles plusieurs pièces.

## Tricot: des origines incertaines
Les textiles se conservent mal à travers le temps, particulièrement les tissus tricotés plutôt que tissés. L'histoire de la création de la technique du tricot ainsi que de sa diffusion reste encore largement à écrire, Il n'existe pas encore de terminologie précise et agréée par tous les historiens textiles pour décrire précisément les objets tricotés et les techniques employées ; le savoir disponible sur l'histoire du tricot est bien moindre que celui disponible sur l'histoire du tissu, bien davantage étudiée.
Si les historiens de l'histoire textile considèrent que seuls des objets réalisés au moyen de deux aiguilles et où le fil utilisé est potentiellement infini (contrairement à la technique du Nalbinding) peut être qualifié de tricot, le peu d'artefacts anciens et leur fragilité rend souvent difficile à déterminer si un artefact a été tricoté ou cousu selon la technique de Naalbinding. Le point dit copte en naalbinding et le tricot en jersey produisent en effet un tissu très semblable. Lorsque le tissu est neuf, il est aisé de déterminer quelle technique a été employée en l'étirant horizontalement. Lorsqu'il s'agit d'un fragment fragile, travaillé sur une (des ?) aiguille très fine, abîmé par l'usure et les insectes, la tâche s'avère très complexe, même au microscope.
L'historiographie contemporaine s'accorde pour dire que les plus anciens objets tricotés découverts sont des chaussettes en coton, tricotées en rond, datées entre le XIe et le XIIIe siècle et découvertes en Égypte,,. Certains artefacts - notamment un textile ayant été découvert à Dura Europos en Syrie et daté de l'an 200-256 - ont été classifiés d'abord comme étant du tricot, puis ré-étudiés et classifiés comme ayant été réalisés avec la technique du Naalbinding. La finesse de la réalisation de ces chaussettes requiert un haut niveau de technicité en tricot, raison pour laquelle les historiens textiles excluent totalement que ces chaussettes aient pu être le fruit des premiers balbutiements de la technique. Ils notent par ailleurs que les différents artefacts de l'Antiquité grecque et latines contiennent de nombreuses illustrations de personnes occupées à tisser, mais aucune de personnes tricotant.
L'hypothèse est faite que la technique du tricot a probablement été inventée au Moyen-Orient, pour se diffuser ensuite en Europe, d'abord en Europe du Sud et centrale, puis en Europe du Nord. Les premiers tricots sont en soie, l'utilisation de la laine étant plus tardive. Si l'on a une connaissance assez précise des routes commerciales qu'ont pu emprunter des objets tricotés, on ne sait rien sur la manière dont le savoir concernant cette technique s'est transmis.

## De la fin du Moyen Âge à la période moderne

### Guildes

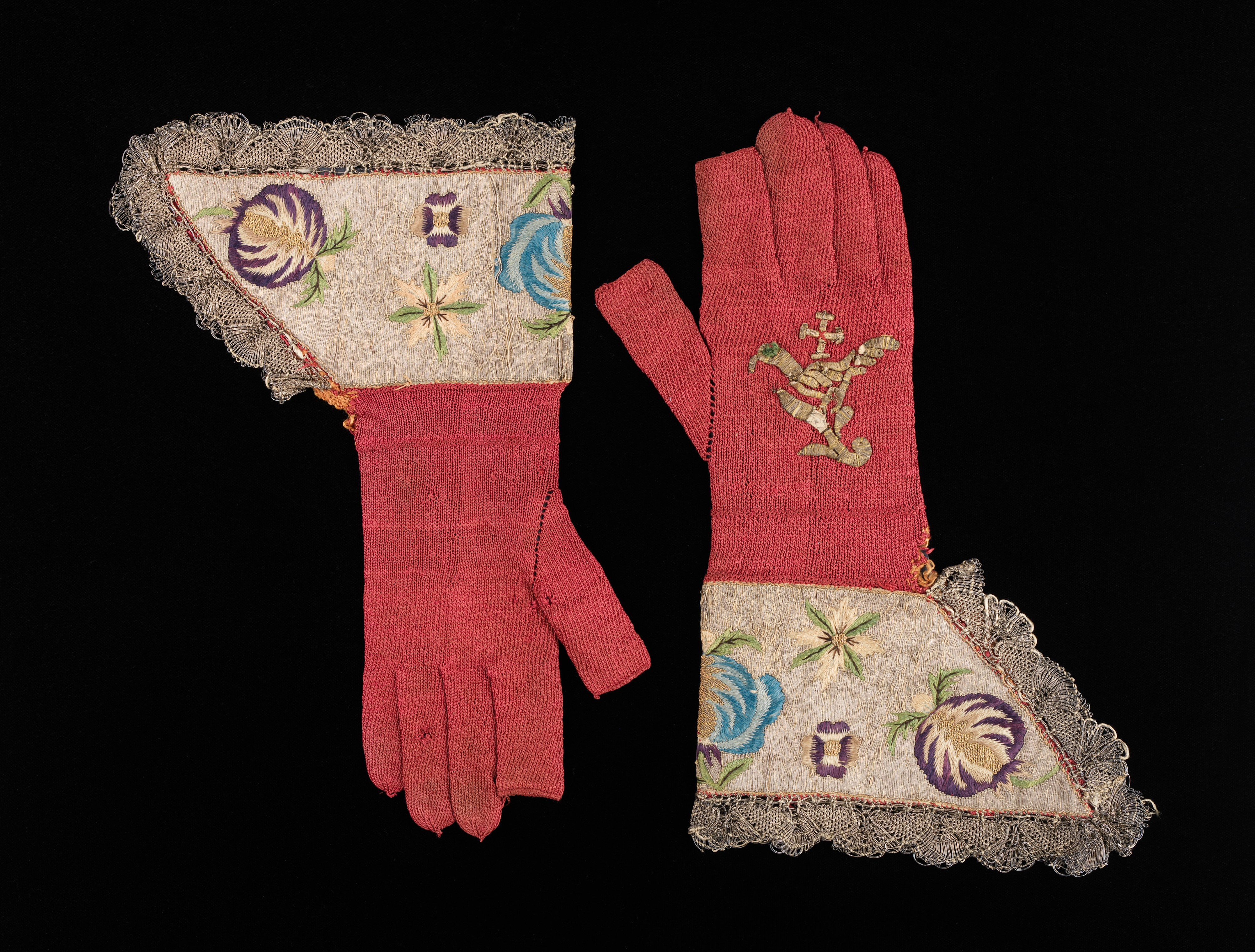
Gants épiscopaux datant du 1er quart du XVIIe siècle

En Europe, l'utilisation d'objets tricotés se répand à partir du XIVe siècle.
Les premières guildes de tricot apparaissent en Europe de l'Ouest au début du XVe siècle (Tournai en 1429, Barcelone en 1496). La guilde de saint Fiacre est fondée à Paris en 1527 mais les archives y mentionnent une organisation de tricoteurs dès 1268. On sait également que le roi d'Espagne employait des tricoteurs professionnels de confession musulmane dès le XIIIe siècle.
Ces guildes s'organisent de la même manière que les guildes de cette époque : au terme d'un apprentissage de plusieurs années, l'apprenti doit produire des chefs-d'œuvre démontrant son habileté technique, ce qui lui permet de devenir un membre à part entière de la guilde.

### Travail à domicile

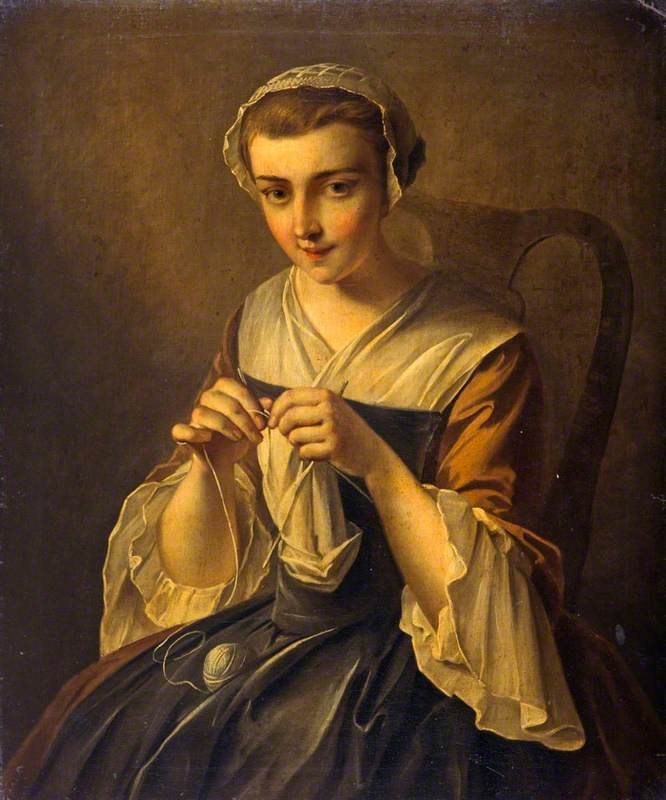
Peinture de Philippe Mercier (1689-1760)

Au fur et à mesure de sa diffusion, le tricot n'est pas resté la chasse gardée des artisans. Les agriculteurs en particulier ont produit de très nombreux objets tricotés destinés à la vente. Parfois en écoulant eux-mêmes leur production, souvent cependant en travaillant à façon. Ils produisent de larges volumes et s'aident d'un affiquet pour augmenter leur rapidité d'exécution.
Dans les villes comme à la campagne, le travail à façon à domicile ainsi que le travail dans de larges ateliers est répandu. Dans cette proto-industrie, de nombreux enfants des deux sexes sont employés à tricoter,. Durant toute cette période, le tricot est donc avant tout une activité professionnelle, pas uniquement une activité domestique visant à couvrir ses propres besoins, encore moins un loisir. Certaines personnes sont employées à tricoter à l'année, pour d'autres il s'agit d'une activité de subsistance saisonnière (notamment en hiver lorsque la demande de main-d’œuvre agricole est au plus bas), pour d'autres encore la source d'un complément de revenu. Certaines personnes sont employées aussi bien à filer qu'à tricoter. Le tricot en marchant est fréquent et des illustrations contemporaines présentent des marchands ambulants en train de tricoter, des bergers et bergères combinant garde du troupeau et tricot.

Le tricot au XIXe siècle dans la peinture de Jean-François Millet
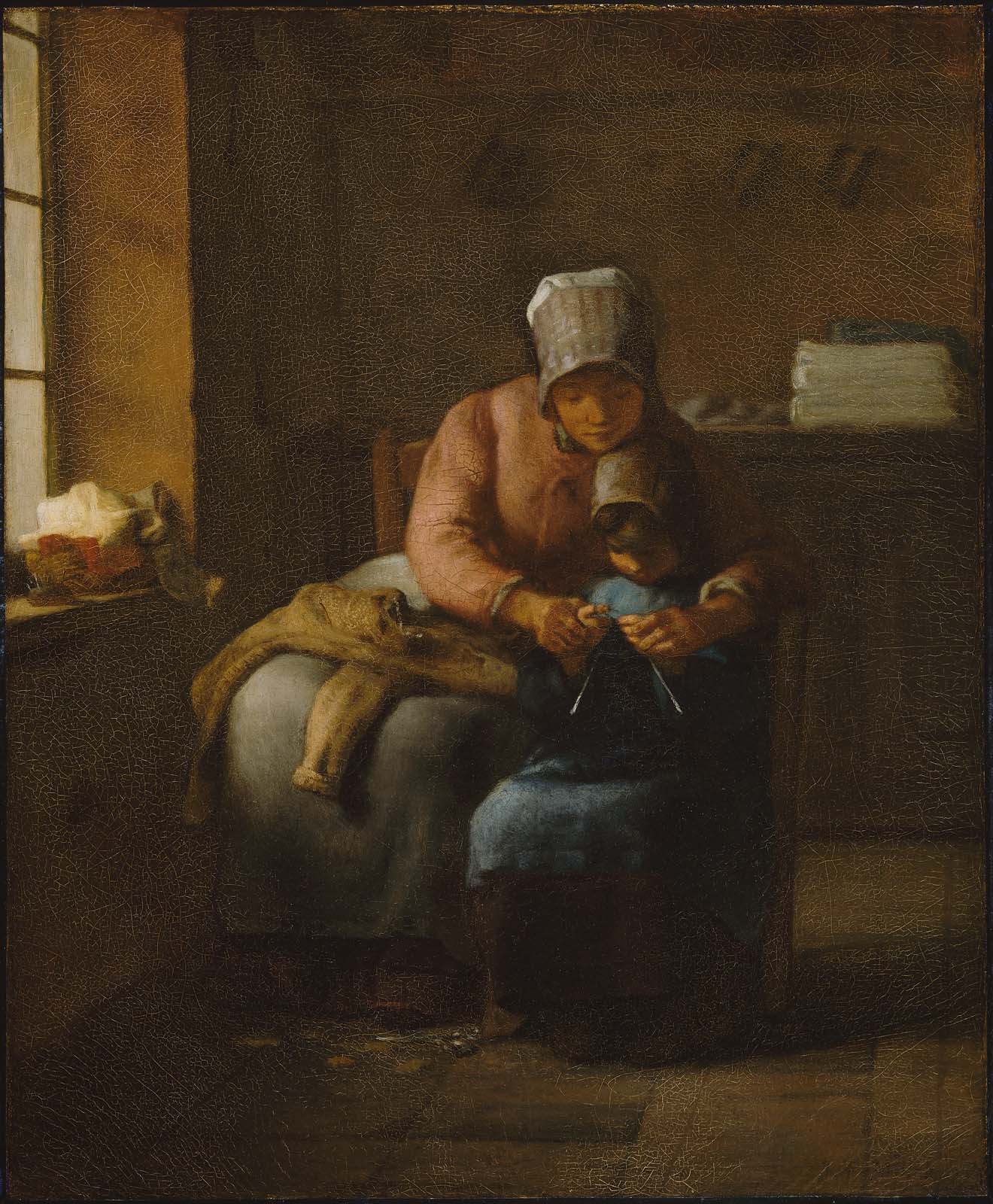
Leçon de tricot, 1854 Musée des Beaux-Arts (Boston)
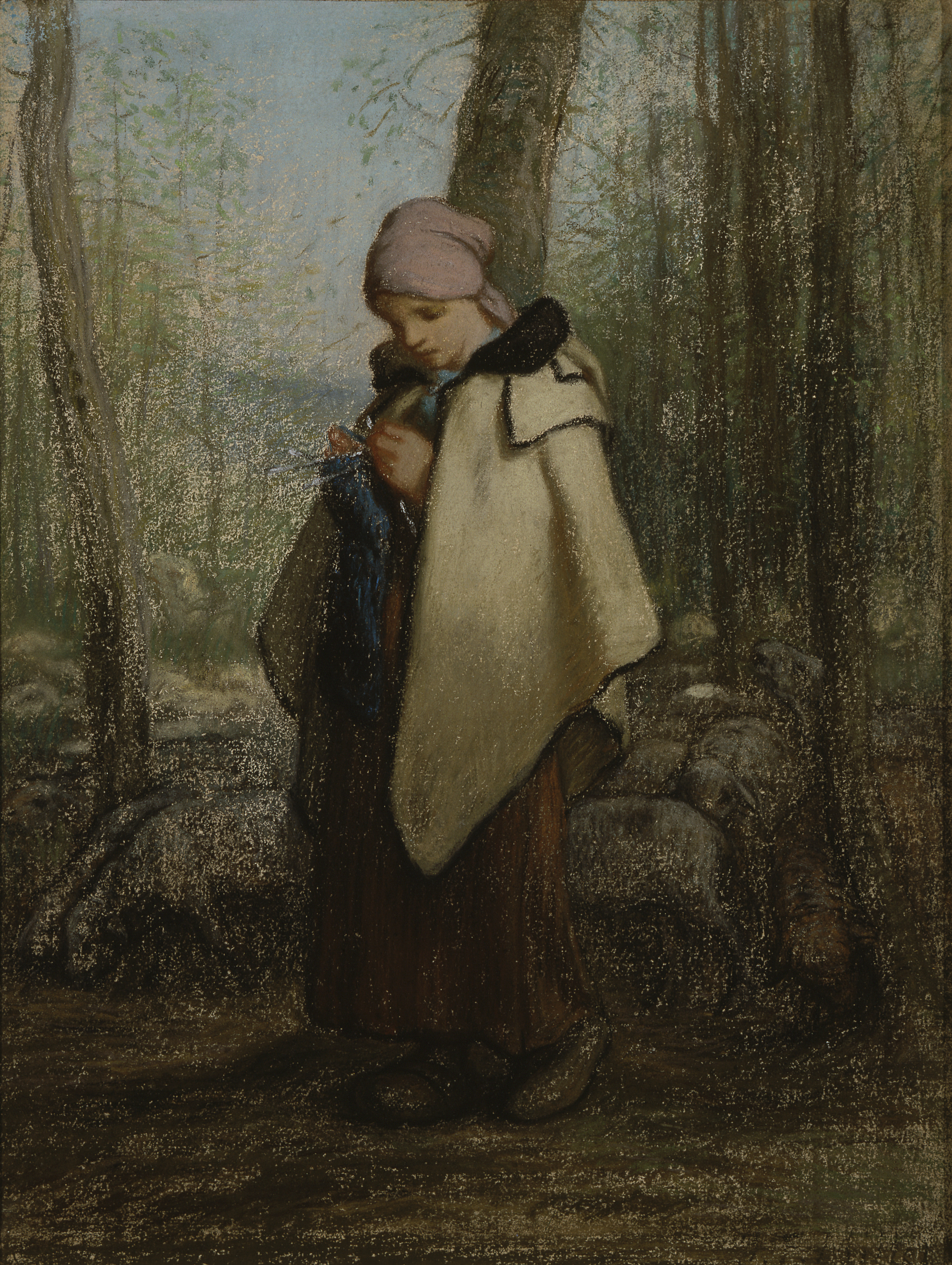
La Bergère tricoteuse, 1856-1857 Musée d'art de Saint-Louis
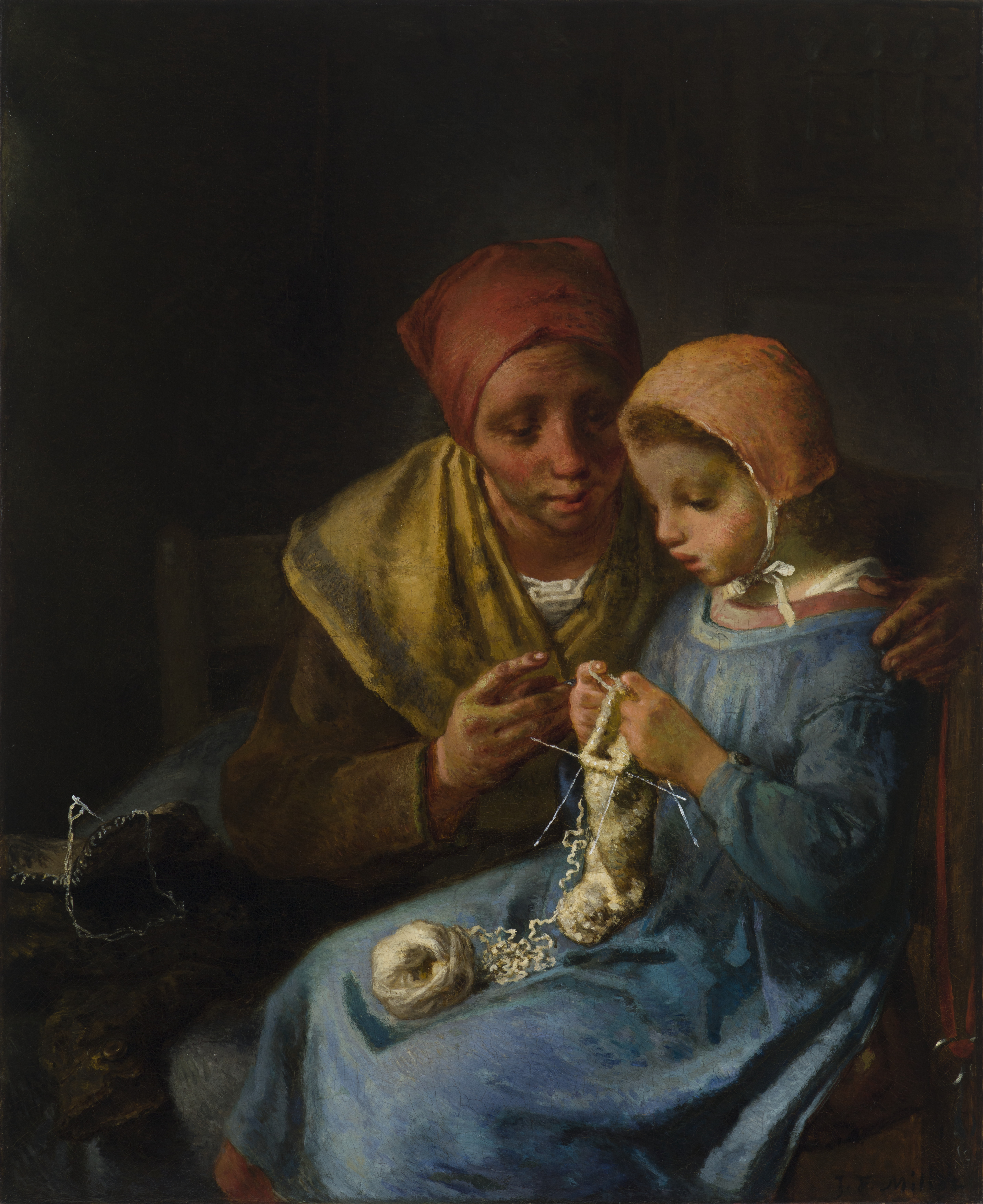
La Leçon de tricot, 1869 Musée d'Art de Saint-Louis, Missouri

### Premières machines à tricoter
La première machine à tricoter est inventée par William Lee en 1589. Sa machine s'appelle stocking frame et est destinée à la production de bas. L'invention de Lee imite le tricot circulaire à la main et produit ainsi un bas sans couture. Lee ne parvient cependant pas à faire patenter sa machine par Elisabeth 1ère et  tente de développer sa production en France. Celle-ci reste cependant très limitée, des défauts techniques rendant ses tricots peu compétitifs.Des améliorations substantielles sont apportées à sa machine en 1630 ainsi qu'en 1670-1680. À partir de là, le nombre de machines à tricoter en utilisation augmente très fortement, en Angleterre comme en Italie, en France, en Hollande et dans la région de la Saxe, mettant en concurrence les bas tricotés à la main et ceux tricotés à la machine.
En 1759, Jedediah Strutt patente une machine connue sous le nom de Derby rib machine (machine à côtes de Derby), qui présente l'importante innovation d'être en mesure de réaliser des mailles envers, et donc de réaliser des côtes, très utilisées en tricot pour maintenir en place un vêtement, notamment les bas et les chaussettes.
En Angleterre, des travailleurs à domicile de tricot à la main protestent contre cette concurrence et détruisent des machines à tricoter. Le parlement anglais réagit à ses destructions par deux actes, l'un en 1788 (Protection of Stocking Frames, etc. Act 1788) et l'autre en 1812 (Destruction of Stocking Frames, etc. Act 1812), ce dernier acte prévoyant la peine de mort en répression de tels actes.

### Marchandise
Les vêtements produits sont d'une très grande variété : bas, chaussettes, semelles, gants, mitaines, béret, chapeaux, capuches, vestes, gilets, jupons, écharpes, châles, etc.. La production de bas occupe une place particulièrement importante. Ainsi en Angleterre, à la fin du XVIe siècle, 220'000 tricoteurs produisent des bas destinés à l'exportation.

## Dix-neuvième siècle

### Bourgeoisie

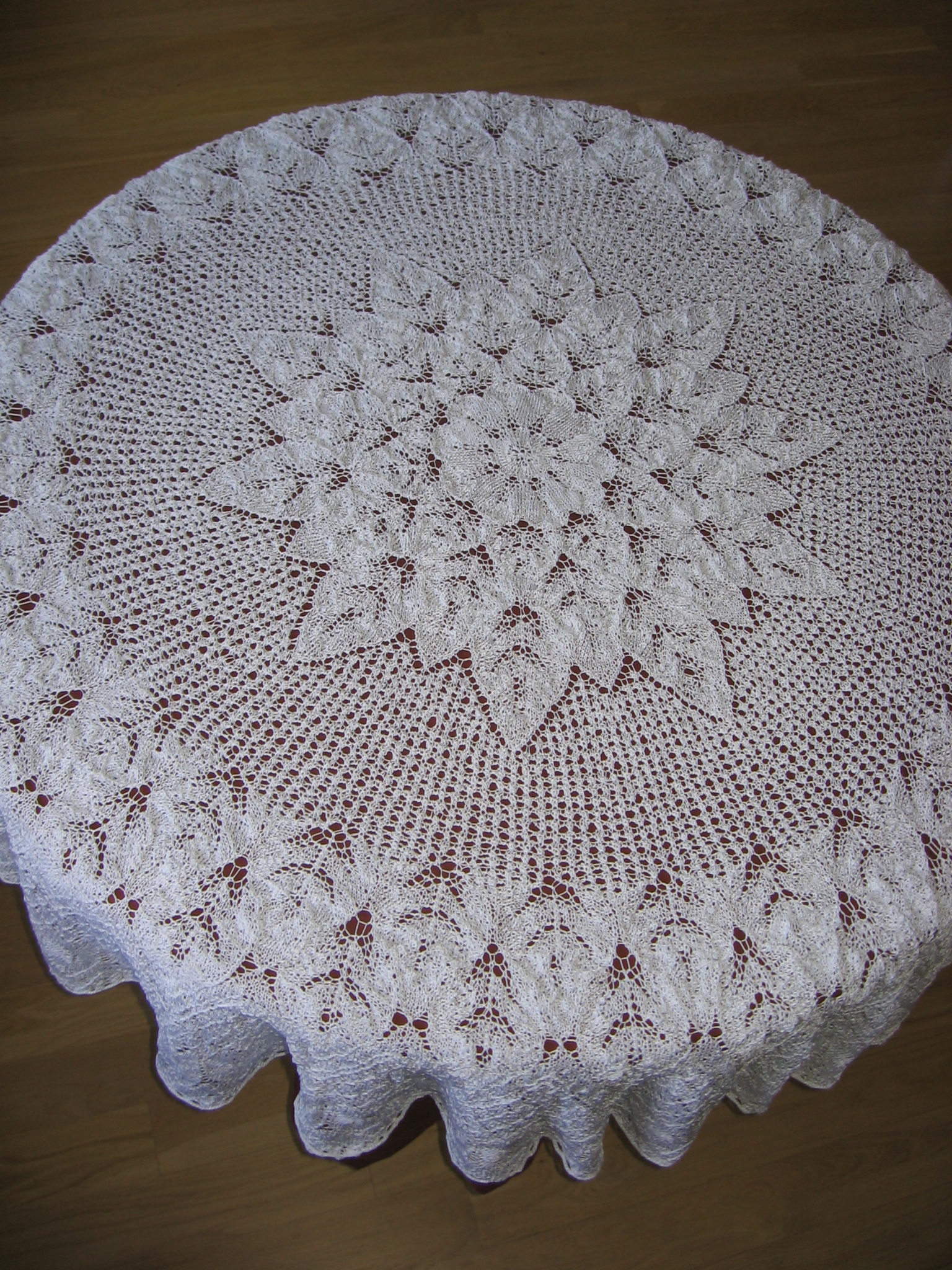
Nappe en tricot dentelle

Les femmes de classe bourgeoise sont encouragées à tricoter. Ce tricot n'est cependant en principe pas destiné à la vente et surtout, ne consiste pas à réaliser des vêtements utilitaires. Dans l'idéal de l'intérieur bourgeois, la maîtresse de maison apporte sa touche féminine au foyer, en réalisant par exemple des objets de décoration ou des ouvrages délicats comme des sacs décorés de perles, du tricot dentelle, etc.. Tricoter n'est pas le moyen d'accroître son revenu mais tout au contraire de faire étalage de l'aisance financière du foyer. La pratique du tricot et d'autres arts textiles permet à ses femmes de ne pas être oisives (la culture bourgeoise valorise l'industrie), sans déchoir en s'engageant dans un travail rémunéré (l'absence de travail rémunéré de l'épouse étant à cette époque un marqueur valorisé de statut social).
Tout est d'ailleurs fait pour distinguer ce type de tricot du tricot exécuté par les classes populaires : une grande attention est apportée à l'élégance de la position des mains et l'usage de l'affiquet est banni, les matières premières utilisées sont coûteuses et les plus fortunées utilisent même des aiguilles à tricoter en argent ou en bois d'ébène.

### Premiers manuels de tricot
Le premier manuel de tricot à la main - Die Kunst zu Stricken, in ihrem ganzen Umfange - est publié en 1800 par Johann Friedrich Nettoet rencontre un grand succès. À la suite de cela, différents manuels de tricot, destinés avant tout à une clientèle aisée, sont publiés dans différentes langues. Ce sont des succès d'édition dont rendent compte les traductions et les rééditions successives. C'est notamment le cas des livres de Jane Gauguin (Lady's Assistant in Knitting, Netting in Crochet, 1840), Thérèse de Dillmont (Enzyklopädie der weiblichen Handarbeiten, 1886) et Charlotte Leander  (Anweisung zur Kunststrickerei, 1843),.
Parallèlement à cela, l'école publique se développe et l'enseignement du tricot fait partie des matières enseignées. Des manuels sont publiés pour ce public scolaire, en particulier les maîtresses d'école.

### Machines à tricoter à plat
En 1863, Isaac W. Lamb invente la première machine à tricoter à plat équipée d'aiguilles à languettes.

## Première Guerre mondiale

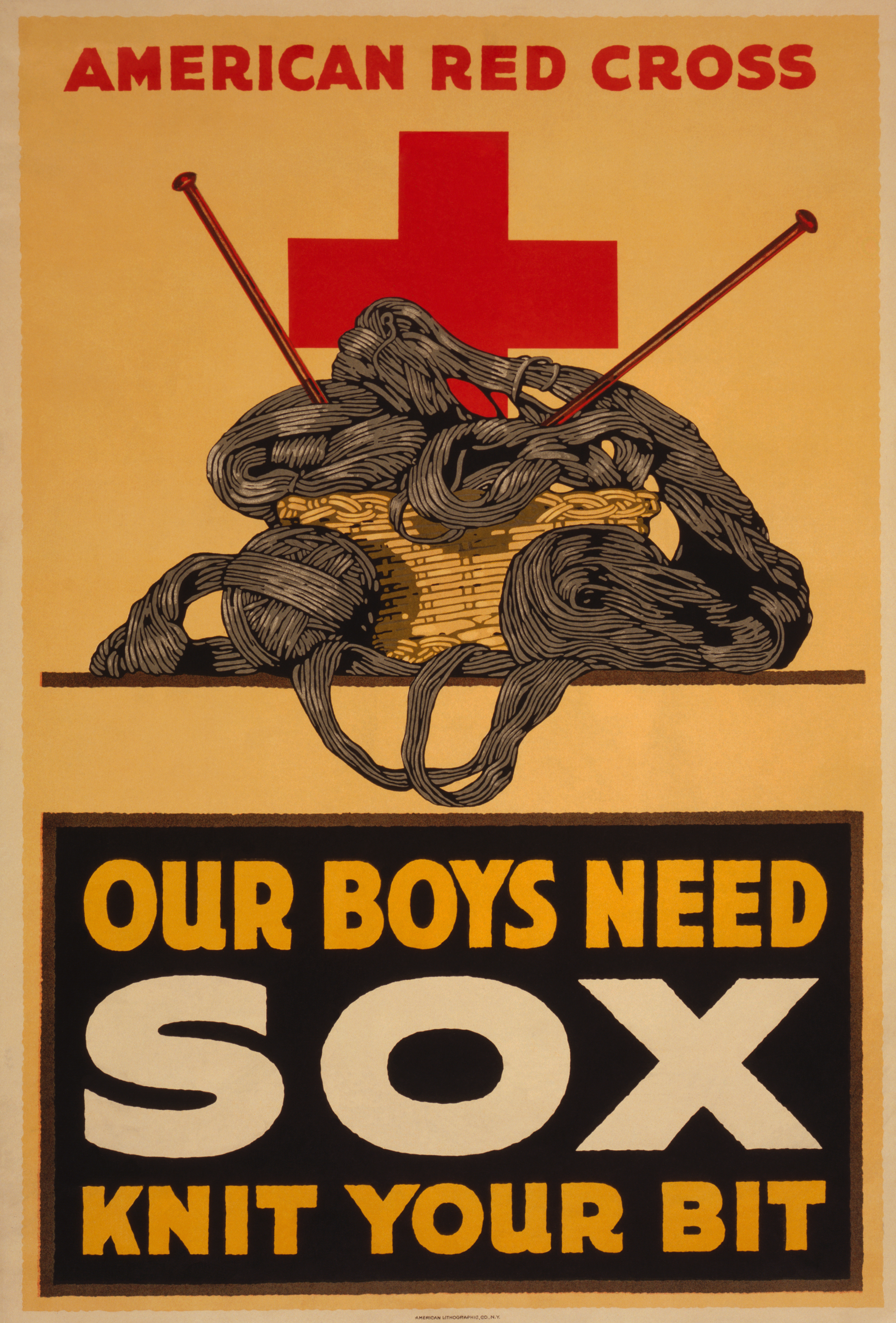
Première Guerre mondiale, poster de la Croix-Rouge américaine invitant la population à tricoter des chaussettes pour les soldats américains

Les différents États belligérants demandent à leur population civile ainsi qu'aux soldats blessés de participer à l'effort de guerre en tricotant pour les troupes. Chacun est appelé à participer à cet effort, quels que soient son sexe, son âge ou sa classe sociale. Les armées organisent des points de collecte pour les objets tricotés par les civils et spécifient de quoi ils ont besoin, quel type de laine utiliser, les couleurs à employer, quel modèle, etc..
Empêtrés dans une guerre de tranchées, les soldats risquent l'amputation s'ils ne disposent pas de rechange de chaussettes sèches et chaudes,. Les cas de pied de tranchée se multiplient et la production de chaussettes en nombre suffisant devient un enjeu crucial. Outre des chaussettes, la population tricote des pulls, des mitaines, des gants, des écharpes ainsi que des cagoules,. Des modèles gratuits sont distribués par la Croix-Rouge et différents comités officiels, certaines compagnies de laine vendent également des feuillets destinés spécifiquement à la réalisation de vêtements pour l'armée ainsi que des kits de laine pour réaliser tel ou tel pièce demandée par l'armée,.
Aux États-Unis, le tricot pour les troupes précède l'entrée en guerre du pays. La Croix-Rouge américaine estime que 370 millions d'items ont été produits entre 1917 et 1919. En Australie, un million de paires de chaussettes sont envoyées pour l'effort de guerre. Les enfants sont particulièrement mis à contribution et beaucoup incluent un message personnalisé dans leur tricot.

## Entre-deux guerres
Les progrès de l'industrialisation assurent le succès d'usine textiles qui produisent des vêtements tricotés prêt-à-porter. Le tricot commercial à domicile (à main ou à la machine) recule globalement. Il reste cependant une source de revenu importante dans certaines régions, particulièrement durant la Grande dépression.
Cette période voit par ailleurs fleurir une multitude de magazines féminins, destinés aux femmes de différentes classes sociales. Les modèles de tricot y figurent en bonne place et constituent un argument de vente. Les filatures de laine subventionnent ces magazines en leur fournissant ces modèles, les indications données correspondent à l'échantillonnage de telle ou telle laine produite par la filature en question. Ces magazines font la part belle à la grande innovation de l'époque : le pullover pour femme,. Ces modèles suivent la mode (pulls très souples dans les années 1920, prêts du corps et structurés dans les années 1930 et 1940. Contrairement à l'usage contemporain, les indications de modèles sont donnés pour une seule taille et il revient aux tricoteuses d'adapter le modèle à leur propre morphologie.
Le tricot devient ainsi un loisir pour de nombreuses femmes, tandis qu'il reste une nécessité financière pour d'autres : les objets tricotés soi-même continuent à coûter moins cher que l'achat de produits finis.

## Seconde Guerre mondiale
Comme durant la Première Guerre mondiale, l'approvisionnement suffisant en chaussettes reste une préoccupation. La population civile est invitée à tricoter pour soutenir l'effort de guerre.
Au Royaume-Uni, la laine est rationnée, mais tricoter soi-même ses vêtements demande moins de coupons que leur équivalent en prêt-à-porter. Les compagnies de laines publient des patrons des vêtements et accessoires tricotés nécessaires aux troupes. Les enfants apprennent à tricoter à l'école et le gouvernement leur octroie gratuitement de la laine et des aiguilles à tricoter. Ces derniers réaliseront essentiellement des écharpes et des cagoules.